# Hrabiowie Nottingham
Hrabiowie Nottingham 1. kreacji (parostwo Anglii)
- 1377–1379: John Mowbray, 1. hrabia Nottingham
- 1379–1399: Tomasz Mowbray, 1. książę Norfolk i 2 hrabia Nottingham
- 1425–1432: John Mowbray, 2. książę Norfolk i 3 hrabia Nottingham
- 1432–1461: John Mowbray, 4. książę Norfolk i 4 hrabia Nottingham
- 1461–1476: John Mowbray, 4. książę Norfolk i 5 hrabia Nottingham

Hrabiowie Nottingham 2. kreacji (parostwo Anglii)
- 1481–1483: Ryszard Shrewsbury, 1. książę Yorku

Hrabiowie Nottingham 3. kreacji (parostwo Anglii)
- 1483–1492: William Berkeley, 1. hrabia Nottingham

Hrabiowie Nottingham 4. kreacji (parostwo Anglii)
- 1525–1536: Henryk FitzRoy, 1. hrabia Nottingham

Hrabiowie Nottingham 5. kreacji (parostwo Anglii)
- 1596–1624: Charles Howard, 1. hrabia Nottingham
- 1624–1642: Charles Howard, 2. hrabia Nottingham
- 1642–1681: Charles Howard, 3. hrabia Nottingham

Hrabiowie Nottingham 6. kreacji (parostwo Anglii)
- 1681–1682: Heneage Finch, 1. hrabia Nottingham
- 1682–1730: Daniel Finch, 2. hrabia Nottingham

Następni hrabiowie Nottingham – patrz: Hrabia Winchilsea